# Xavier Civitate
Xavier Civitate, vollständiger Name Xavier Miguel Civitate Frascheri, (* 1. Februar 1991 in Fray Bentos) ist ein uruguayischer Fußballspieler.

## Karriere
Der nach Vereinsangaben 1,74 Meter bzw. nach anderen Quellen 1,75 Meter große Offensivakteur Civitate stieß von den "Formativas", der Reservemannschaft des uruguayischen Erstligisten Juventud zur Profimannschaft. Er debütierte 2014 im Profifußball. In der Saison 2013/14 bestritt er sechs Partien in der Primera División. Einen Treffer erzielte er dabei nicht. In der Spielzeit 2014/15 wurde er beim in Las Piedras ansässigen Klub nicht in der höchsten uruguayischen Spielklasse eingesetzt und wechselte Mitte Januar 2015 auf Leihbasis zum Zweitligisten Club Atlético Torque. Bis Saisonende lief er dort in fünf Zweitligaspielen (kein Tor) auf. Anschließend kehrte er Anfang Juli 2015 zurück zu Juventud. In der Spielzeit 2015/16 ist dort bislang (Stand: 14. September 2016) weder ein Einsatz noch eine Kaderzugehörigkeit verzeichnet.